# Esther (revista)
Esther, va ser una revista essencialment de còmics editada per editorial Bruguera entre el 1981 i el 1985, orientada a un públic femení. El contingut era variat, amb còmics, reportatges fotogràfics de personatges de la faràndula que interessaven preferentment a noies joves, entrevistes i passatemps. De les historietes de còmic destacaven, Esther y su mundo (dibuixada per Purita Campos), Betty Boop, Mafalda i Candy, modelo en apuros, entre d'altres.

## Contingut i trajectòria editorial
La revista Esther es va començar a publicar el 1981, amb Montserrat Vives com a directora de la publicació, el format era el de quadern grapat, 52 pàgines, a color i amb un preu de sortida de 75 pessetes i va arribar al seu últim número el 113 amb un preu de 110 pessetes. Del número 39 en endavant va portar com a subtítol "tu revista" i a partir del número 83 el subtítol "Tu Mejor Amiga".
En els inicis la revista va aprofitar alguns dels personatges i series ja consolidades a la revista Lily, també de la mateixa editorial Bruguera, així si publicaren Ester y su mundo, Candy, modelo en apuros, Caty la chica gato i La Familia feliz. Valentina (Valentina Mela Verde, títol original en italià) i Mafalda foren dues sèries de nova incorporació. Aquestes sèries varen tenir un recorregut molt curt i es varen publicar relats curts i autoconclusius a excepció d'Ester que donava nom a la capçalera, Las panteras va ser una de les sèries d'Editions du Lombard (Belgica) de nova incorporació juntament amb Purita, agencia matrimonial, de l'autor Tran.
D'altres seccions de la revista eren, Cancionero (amb lletres de melodies populars), Tu y las estrellas (horòscop), Ester Informa (notícies de televisió, cinema i música), Las ideas de Esther (treballs manuals) i Ester cocina.
La sèrie de còmic Fama (versió en comic de la sèrie de televisió), es va incorporar al número 50 de la revista, també si varen començar a publicar, Emma, dibuixada per Trini Tinturé, Trio de Angeles (Brelan de dames), dibuixada per Renaud Denauw amb guions de Jean-Luc Vernal, Los Trotamundos, dibuixada per Jòse Ortiz Tafalla, Tulipanes en Broadway de Purita Campos, Maica dibuixada per Iñigo, Mili i Eduardo sèrie distribuïda per l'agència holandesa Oberon.
La revista es va deixar de publicar el 1985, havent-ne publicat un total de 113 números. Posterior-ment la mateixa editorial Bruguera, va editar un recopilatori en diversos volums amb el títol de Gran Seleccion de Ester tu mejor amiga.